# Brad Waldow
Bradley Ernest Waldow, detto Brad (Houston, 30 dicembre 1991), è un cestista statunitense.

## Palmarès
- Campionato kosovaro: 1

Peja: 2022-2023